# 圣埃德蒙兹贝里暨伊普斯威奇教区
圣公会圣埃德蒙兹贝里暨伊普斯威奇教区（英語：Diocese of St Edmundsbury and Ipswich）是英格蘭教會坎特伯雷教省下面的一個教區。成立於1914年1月23日。
轄區包括薩福克郡大部（洛斯托夫特除外），座堂是聖埃德蒙茲贝里座堂，主教府及教區機構則位於伊普斯維奇。現任主教為马丁·西利（Martin Seeley）。下分一個副主教區、兩個會吏長區及若干個會吏區，管理446個堂區。